# Everniastrum americanum
Everniastrum americanum är en lavart som först beskrevs av Meyen & Flot., och fick sitt nu gällande namn av Hale ex Sipman. Everniastrum americanum ingår i släktet Everniastrum och familjen Parmeliaceae.   Inga underarter finns listade i Catalogue of Life.